# Ahmet Ahmedani
Ahmet Ahmedani (Tirana, 15 gennaio 1949) è un ex calciatore albanese, di ruolo portiere.

## Carriera

### Nazionale
Ha collezionato una presenza con la nazionale albanese nel 1976.

## Statistiche

### Cronologia presenze e reti in Nazionale
| Cronologia completa delle presenze e delle reti in nazionale ― Colombia | Cronologia completa delle presenze e delle reti in nazionale ― Colombia | Cronologia completa delle presenze e delle reti in nazionale ― Colombia | Cronologia completa delle presenze e delle reti in nazionale ― Colombia | Cronologia completa delle presenze e delle reti in nazionale ― Colombia | Cronologia completa delle presenze e delle reti in nazionale ― Colombia | Cronologia completa delle presenze e delle reti in nazionale ― Colombia | Cronologia completa delle presenze e delle reti in nazionale ― Colombia |
| Data                                                                    | Città                                                                   | In casa                                                                 | Risultato                                                               | Ospiti                                                                  | Competizione                                                            | Reti                                                                    | Note                                                                    |
| ----------------------------------------------------------------------- | ----------------------------------------------------------------------- | ----------------------------------------------------------------------- | ----------------------------------------------------------------------- | ----------------------------------------------------------------------- | ----------------------------------------------------------------------- | ----------------------------------------------------------------------- | ----------------------------------------------------------------------- |
| 3-11-1976                                                               | Tirana                                                                  | Albania                                                                 | 3 – 0                                                                   | Algeria                                                                 | Amichevole                                                              | -                                                                       | 46’                                                                     |
| Totale                                                                  |                                                                         | Presenze                                                                | 1                                                                       |                                                                         | Reti                                                                    | 0                                                                       |                                                                         |